# Pietro Andrea Ziani
Pietro Andrea Ziani (* 21. Dezember 1616 in Venedig; † 12. Februar 1684 in Neapel) war ein italienischer Organist und Komponist, er galt in den 1660er und 1670er Jahre als einer der wichtigsten Vertreter der venezianischen Oper.

## Leben
Pietro Andrea Ziani war der Onkel des Komponisten Marc’Antonio Ziani. Er erhielt seine umfassende musikalische Ausbildung im „Orden der Kanoniker von San Salvadore“ in Candia, dem er im Juni 1632 beitrat. Seine ersten Anstellungen als Organist erhielt er 1636 in Treviso, 1637 in Candia, 1638 in Brescia, danach von 1639 bis 1654 an der Kirche S. Salvatore in Venedig, wo er 1639 zum Diakon geweiht wurde. Bereits 1637 und 1639 erteilte ihm sein Orden die Erlaubnis, die Drucke des „Canone regulario, Organista“ (Op. 2, 1640) und seines Il primo libro de Canzonette... (Op. 3, 1641) zu veröffentlichen. Seine Titel „Don“ oder „Padre“ finden sich noch auf den frühen den Librettis. 1668 wurde er aus gesundheitlichen Gründen, von allen kirchlichen Verpflichtungen entbunden.
Zum Karneval 1654 wurde seine erste Oper La guerriera spartana im Teatro Sant’Apollinare uraufgeführt, zu diesem Zeitpunkt begann eine lange Zusammenarbeit mit dem Librettisten und Opernimpresario Giovanni Faustini, die über viele Jahre andauerte.
Von Mai 1657 bis Juni 1659 war Ziani mit einer krankheitsbedingten Unterbrechung Nachfolger von Maurizio Cazzati Kapellmeister der Basilica di Santa Maria Maggiore in Bergamo. Ab 1660 knüpfte er Kontakte zum Hause Habsburg. Dem Erzherzog Ferdinand Karl (Österreich-Tirol) widmete er seine Fiori musicali Opus 6. Ziani lebte ab 1661 etwa zwei Jahre in Innsbruck, Ende 1663 reiste er nach Wien, wo er bis 1667 Kapellmeister der Hofkapelle der Kaiserinwitwe Eleonore war. In seiner Wiener Zeit entstanden zahlreiche Oratorien und Opern, die sowohl für Wien als auch für Venedig bestimmt waren.
Zwischen Dezember 1666 und Januar 1667 hielt er sich anlässlich der Hochzeit von Johann Georg III. (Sachsen) und Prinzessin Anna Sophie von Dänemark und Norwegen in Dresden auf, um eine Aufführung der Oper Theseo, die nicht aus seiner Feder stammte, zu leiten. Im Laufe des Jahres 1668 verließ er mit einem Empfehlungsschreiben der Kaiserinwitwe Wien.
Von 1669 bis 1677 war Ziani, als Nachfolger von Francesco Cavalli erster Organist am Markusdom in Venedig. Auch in dieser Zeit entstanden mehrere Opern und Opernakte für Pasticcios, die in Venedig und vielen italienischen Städten zur Aufführung gelangten. Nachdem Natale Monferrato die von Ziani angestrebte Stelle des ersten Kapellmeisters am Markusdom erhalten hatte, reiste er nach Neapel, wo er eine Anstellung am Conservatorio di Sant’Onofrio im Stadtteil Porta Capuana erhielt und als Honorarorganist, aus der Hofkasse besoldet wurde. 1680 wurde er Vizekapellmeister der Hofkapelle. Auch in dieser Zeit entstanden weitere Opern, die für Venedig, Neapel und Palermo bestimmt waren. Nach dem Tod Zianis übernahm Alessandro Scarlatti dessen Amt.
Mit seinen besonders einfallsreichen Opernproduktionen war Ziani äußerst erfolgreich und wurde als der wichtigste Opernkomponist seiner Zeit nach Francesco Cavalli angesehen. Zahlreiche musikalische Experimente, Vermeidung von Wiederholungen. Auch seine Instrumentalmusik war bekannt, so führte Johann Philipp Krieger Kammermusikwerke Zianis im sächsischen Weißenfels auf.

## Werk

### Opern
- La guerriera spartana (dramma per musica, Libretto von Bartolomeo Castoreo, 1654, Venedig)
- Eupatria (dramma per musica, Libretto von Giovanni Faustini, 1655, Venedig)
- Le fortune di Rodope e Damira (dramma per musica, Libretto von Aurelio Aureli, 1657, Venedig)
- L'incostanza trionfante, ovvero il Theseo (dramma per musica, Libretto von Francesco Maria Piccioli nach Plutarch, 1658, Venedig)
- Antigona delusa da Alceste (dramma per musica, Libretto von Aurelio Aureli, 1660, Venedig)
- Annibale in Capua (dramma per musica, Libretto von Nicolò Beregan, 1661, Venedig), s. a. Antonio Salieri
- Gli scherzi di Fortuna subordinato al Pirro (dramma per musica, Libretto von Aurelio Aureli, 1662, Venedig)
- Le fatiche d'Ercole per Deianira (dramma per musica, Libretto von Aurelio Aureli, 1662, Venedig; 1680, Amsterdam)
- L'amor guerriero (dramma per musica, Libretto von Cristoforo Ivanovich, 1663, Venedig)
- Oronisbe (componimento drammatico per musica, Libretto von Antonio Draghi, 1663, Wien)
- La congiura del vizio contro la virtù (scherzo musicale, Libretto von Donato Cupeda, 1663, Wien)
- La ricreazione burlesca (dramma per musica, 1663, Wien)
- L'invidia conculcata dalla Virtù, Merito, Valore della S.C. Mta di Leopoldo imperatore (componimento drammatico, Libretto von Antonio Draghi, 1664, Wien)
- Circe (dramma per musica, Libretto von Cristoforo Ivanovich, 1664, Wien)
- Cloridea (dramma per musica, Libretto von Antonio Draghi, 1665, Wien)
- Doriclea (dramma per musica, Libretto von Giovanni Faustini, 1666, Wien)
- L'onore trionfante (dramma per musica, Libretto von Domenico Federici, 1666, Wien)
- Elice (introduzione ad un regio balletto, Libretto von Domenico Federici, 1666, Wien)
- Galatea (favola pastorale per musica, Libretto von Antonio Draghi, 1667, Wien)
- Alcide (dramma per musica, Libretto von Giovanni Faustini, 1667, Venedig)
- Semiramide (dramma per musica, Libretto von Marcello Noris nach Giovanni Andrea Moniglia, 1670, Venedig)
- Ippolita reina delle amazzoni (nur 3. Akt) (dramma per musica, Libretto von Carlo Maria Maggi, 1670, Mailand; komponiert in Zusammenarbeit mit Lodovico Busca und Pietro Simone Agostini)
- Heraclio (dramma per musica, Libretto von Nicolò Beregan, 1671, Venedig)
- Attila (dramma per musica, Libretto von Marcello Noris, 1672, Venedig)
- Chi tal nasce tal vive, ovvero l'Alessandro Bala (dramma per musica, Libretto von Andrea Perruccio, 1678, Neapel)
- Candaule (dramma per musica, Libretto von Adriano Morselli, 1679, Venedig)
- Enea in Cartagine (dramma per musica, Libretto von Marc’Antonio Catani, 1680, Palermo)
- L'innocenza risorta, ovvero Etio (dramma per musica, Libretto von Adriano Morselli, 1683, Venedig)

### Andere
- Fiori musicali […] Madrigali á 2, 3, 4 Voci (Venedig, 1640)
- Op. 2: Motetten für eine Stimme (Venedig, 1640)
- Op. 3: Canzonetten für eine Stimme (Venedig, 1641)
- Op. 6: Sacrae laudes complectens tertiam, Missam Psalmosque a 5 (Venedig, 1660)
- Op. 7: 20 Sonate a 3, 4, 5, 6 Voci (Freiberg und Venedig, 1667)
- Op. 8: Canzonette a Voce sola (Venedig, 1670)
- Sonatae duae à 6, 2 Violini, 4 Viole con Basso per l'Organo (1670)
- 6 Sonatas à due Violini col Basso per l'organo (Amsterdam, 1710)
- Oratorium Assalonne punito (Die Bestrafung des Absalom) (1667)